# Unreal Tournament
Unreal Tournament, abreviadamente UT (também conhecido como UT99, UT GOTY, UT1 ou UT Classic), é um popular jogo de tiro em primeira pessoa feito pela Epic Games e Digital Extremes. Muito conhecido pela velocidade frenética de sua jogabilidade e pelo seu foco voltado ao multiplayer, foi lançado para competir com o jogo Quake III Arena, feito pela id Software. Embora Quake III Arena apresentasse gráficos melhores e uma jogabilidade simples, UT tinha uma inteligência artificial superior, um áudio mais envolvente, efeitos de física muito mais realistas, e um segundo tiro alternativo para as armas, além de ser bem mais variado no modo multiplayer.
Assim como seu antecessor Unreal, existe uma enorme facilidade em modificar o jogo, como é o caso dos mutators, com os quais você pode modificar a jogabilidade,  deixando o ambiente sem gravidade ou modificando a arena para permitir o uso apenas de um tipo de arma, por exemplo. O jogador também pode criar o seu proprio tipo de modificação. Unreal Tournament conta com várias equipes, clãs e comunidades dos fãs que deixam o jogo vivo até os dias de hoje. 
Em dezembro de 2022, a Epic Games anunciou que os servidores e todos os serviços online seriam desligados em 24 de janeiro de 2023.

## Modalidades de jogo
Uma das principais características do jogo é que, além de o jogador poder jogar em uma campanha, onde ele terá que derrotar vários oponentes controlados por computador, cada um com seu nível de inteligência artificial, o jogador pode optar por uma partida online ou abrir uma seção de treino onde ele poderá jogar em qualquer uma das fases contidas no jogo em qualquer modalidade, podendo ajustar o nível de dificuldade dos bots.
O jogo conta com as seguintes modalidades:
- Deathmatch (Batalha Mortal): Todos os jogadores disputam uma batalha mortal um contra o outro, onde só vence quem tiver o maior número de pontos que for determinado antes do começo do jogo, que são adquiridos quando o jogador mata o outro.
- Team deathmatch (Batalha Mortal em Equipe): Igual ao deathmatch. Nesse, porém, o jogo é feito em equipes (no máximo 4 e no mínimo, 2). Em uma seção de treinamento, é possível dar ordens aos bots para facilitar o combate.
- Last man standing (Ultimo Homem Sobrevivente): Cada jogador começa com um determinado número de vidas, onde ele terá que mantê-las para vencer. Se, por exemplo, o jogador começa com três pontos de vida e for morto por um adversário, ele perderá um ponto. Quando ele chegar a zero pontos, ele será eliminado. Portanto vencerá aquele que eliminar todos os adversários, sendo o único que sobreviveu durante todo o combate.
- Capture the flag (Capturar a bandeira): O modo consiste em duas equipes, sendo que uma terá que invadir a base inimiga e roubar sua bandeira e retornar à bandeira do seu próprio time para marcar um ponto; a equipe também terá que evitar que a equipe adversária capture a sua bandeira. Vence o time que atingir a pontuação máxima estabelecida antes do começo do jogo.
Nota: Se ambas as equipes estiverem com a bandeira uma da outra ao mesmo tempo, uma delas terá que recuperar sua bandeira de origem para só então marcar o ponto.
- Domination (Dominação): A equipe terá que dominar certos locais espalhados pela fase e defendê-los. Quanto mais tempo a equipe mantiver o local, mais pontos por local a equipe ganhará. Vence a equipe que atingir uma pontuação pré-determinada primeiro.
- Assault (Assalto): Uma equipe (vermelha) ataca e a outra (azul) defende um local. A equipe atacante terá que completar vários objetivos localizados na fase, enquanto a outra equipe terá de evitar que seus adversários os completem. Depois ou caso os objetivos sejam completados ou o tempo acabar, as equipe invertem e a equipe atacante passa a defender e vice-versa. Se a equipe que estava defendendo atacar completando os objetivos em menos tempo que a outra, ela acaba por conseguir a vitória. Sendo assim, ganha a equipe que conseguir concluir as missões em menos tempo.

Modos incluídos na edição GOTY:
- Rocket arena: Semelhante ao deathmatch, com a exceção de que todos os jogadores começam com os mesmos recursos (armas, munição, saúde e proteção) e todos os itens de recuperação ou fortificação são retirados do mapa. Quando um jogador e morto, ele é removido do jogo e vira espectador. Assim que todos os jogadores de uma equipe forem mortos, a equipe que permanecer será a vitoriosa.
- Chaos: Todas as armas são substituídas por armas que se assemelham a um estilo medieval e caótico, como uma grande espada, um arco e flecha, buracos negros e até mesmo uma mina de proximidade.
- Modo MultiPlayer:  Neste modo o game permite que jogue com outros players via internet em todas as modalides, Deathmatch, Team deathmatch, Last man standing, Capture the flag etc.... existem outras modalides como Siege e BT (BunnyTrack).

## Requisitos mínimos
Microsoft Windows
- Windows 95 ou superior
- Intel Pentium 200 MHz; AMD K6 200 MHz ou um processador superior
- 32 MB RAM
- DirectX 7.0 ou superior
- Placa de vídeo 3D de 8MB ou superior
- 300 MB de HD
- Leitor de CD-ROM de 4x ou superior

Linux
- Pentium II ou superior
- 64 MB RAM
- XFree86 3.3.5 ou superior
- Placa de vídeo 3D que suporte a resolução 640x480
- 550 MB de HD
- Placa de Som comptivel com OSS
- Linux, versão 2.2.x